# Batán (metrostation)
Batán is een metrostation in het stadsdeel Moncloa-Aravaca van de Spaanse hoofdstad Madrid. Het station werd geopend op 4 februari 1961 en wordt bediend door lijn 10 van de metro van Madrid.

## Geschiedenis
In 1947 lag er een plan van de gemeente Madrid om, buiten het metrobedrijf om, een voorstadslijn, de zogeheten F.C. Suburbano de Carabanchel a Chamartín de la Rosa (FCS), aan te leggen  tussen de stad en de zuidelijke voorstad Carabanchel. Het deel langs Casa de Campo werd bovengronds aangelegd en kreeg twee stations.  Batán is het westelijke van de twee en ligt op de glooiing tussen de woonwijk aan de zuidkant en het pretpark Parco de Atracciones aan de noordkant. Tijdens de bouw van de lijn werd het project overgenomen door de Staat, op 4 februari 1961werd de FCS geopend door Francisco Franco.
Het station had bij de opening, net als de andere stations van de FCS, een perronindeling volgens de Spaanse methode, de drie perrons waren bescheiden uitgevoerd en rijkelijk voorzien van lantaarnpalen. In de richting van de stad ligt de lijn op een helling richting Lago, in de richting van Carabanchel boog de lijn ongeveer 650 meter ten zuidwesten van het station af naar Campamento, destijds het volgende station aan die kant.  Op 18 december 1981 werd de FCS onderdeel van de metro en kreeg op 1 januari 1985 het lijnnummer 10. 
In verband met de gewenste verbinding van de Metrosur met de rest van het metronet werd besloten om lijn 10 door te trekken naar het zuiden en geschikt te maken voor groot-profielmaterieel.  Hiertoe werd bij de aansluiting van het nieuwe tracé op de bestaande sporen een nieuw station, Casa de Campo, ingevoegd, waarbij de sporen tussen dit station en Aluche overgingen op lijn 5. In Batán werd het eilandperron verwijderd om ruimte te maken voor het bredere materieel.  De ombouw werd aangegrepen om liften te plaatsen, waarmee het station ook rolstoeltoegankelijk werd, en ook het perron aan de pretparkzijde van een luifel te voorzien.  In 2002 was de hele lijn omgebouwd naar groot-profiel.

## Afbeeldingen

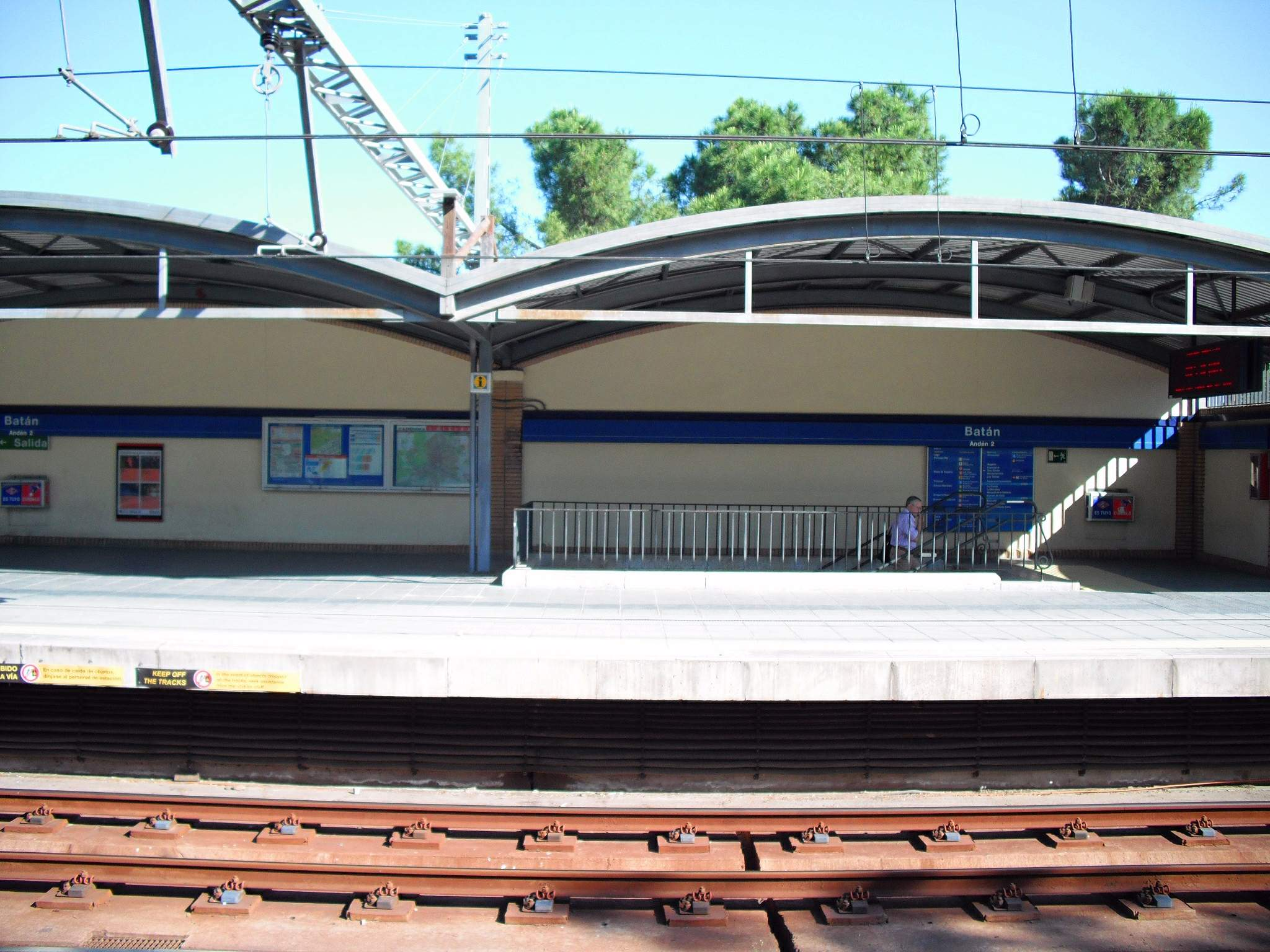
De luifel aan de pretparkzijde
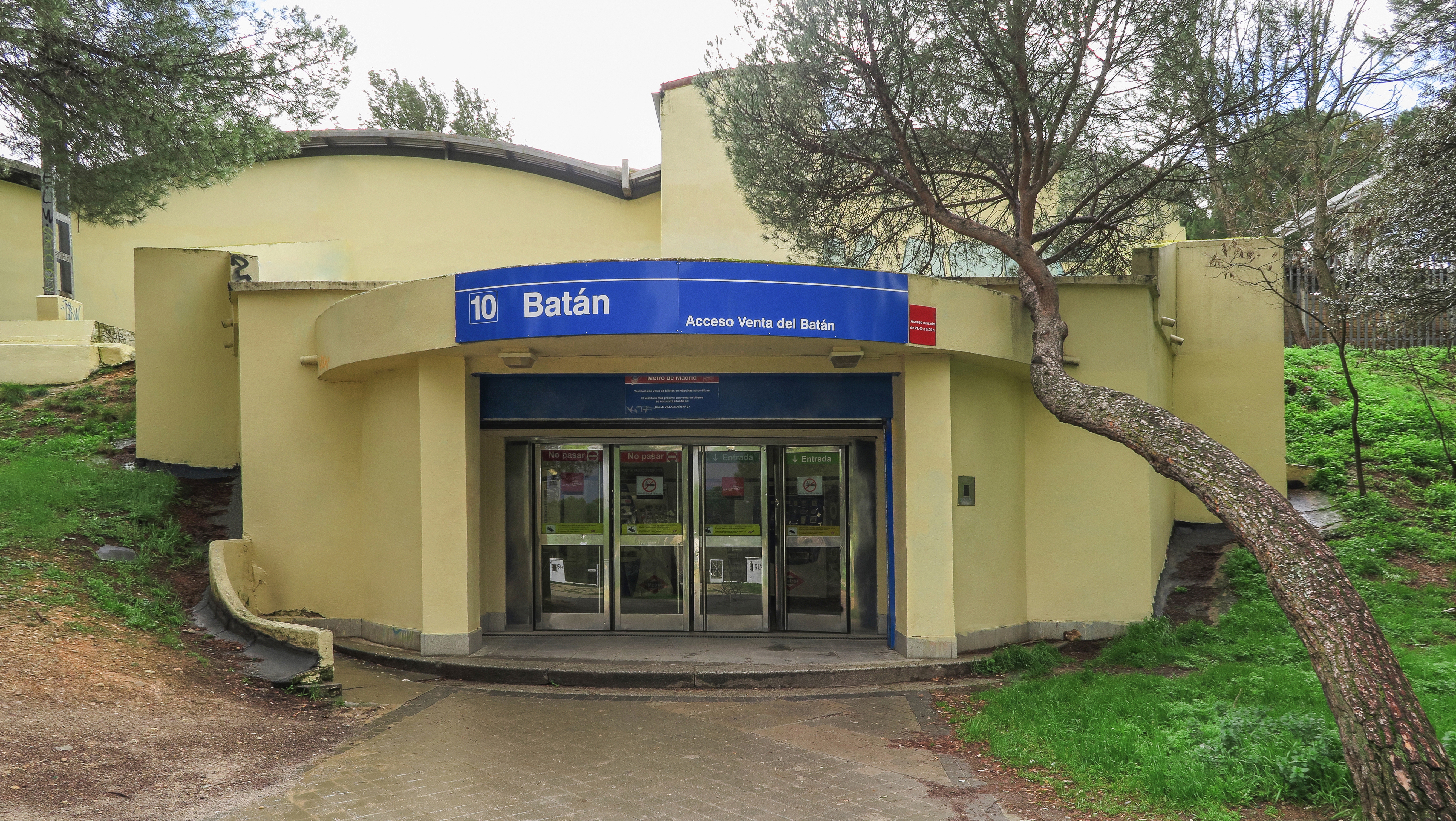
De toegang aan de pretparkzijde